# Margareta av Brabant (grevinna av Flandern)
Margareta av Brabant, död 1380, var grevinna av Flandern 1347–1380, gift med greve Ludvig II av Flandern. Hennes make donerade Mechelen och Antwerpen som hennes personliga förläningar. 